# Zapalenie sutka
Zapalenie sutka – stan zapalny tkanek gruczołu mlekowego. Wyróżnia się zapalenie brodawki sutkowej (thelitis) i zapalenie gruczołów sutkowych (mastitis).

## Zapalenie sutka u człowieka

### Połogowe zapalenie sutka
Zapalenie w okresie połogu (mastitis puerperalis) stanowi około 95% przypadków zapalenia sutka. Rozwija się w 2-3 tygodnie od rozpoczęcia karmienia piersią i powstaje bądź jako zakażenie wstępujące po urazach (pęknięciach) w obrębie brodawki sutkowej bądź też jako zapalenie zastoinowe (niedostateczne opróżnianie piersi z pokarmu). W badaniu zwykle widoczne jest zaczerwienione i bolesne miejsce na skórze piersi. W bardziej zaawansowanych postaciach cała pierś jest obrzęknięta i zaczerwieniona. Szybko dochodzi do powiększenia węzłów chłonnych pachowych, ewentualnie z towarzyszącą gorączką i dreszczami. W połogu istotne jest wczesne rozpoznanie, ponieważ w przypadku zaawansowanych zmian z powstaniem ropni konieczne jest szerokie nacięcie ropnia i sączkowanie. Najczęstszym patogenem wywołującym zapalenie piersi w połogu jest gronkowiec złocisty.
Wczesne zmiany leczy się hamując laktację (podając leki hamujące wydzielanie prolaktyny, np. bromokryptynę), stosując niesteroidowe leki przeciwzapalne, okłady ze zmrożonych liści kapusty (działające przeciwzapalnie i zmniejszające obrzęk) oraz antybiotyki. W bardziej zaawansowanych stadiach konieczne może być chirurgiczne zaopatrzenie zmian zapalnych (głównie ropni).
Jeśli zmiany nie wycofują się szybko po leczeniu wówczas należy wykonać badanie histopatologiczne w celu wykluczenia raka sutka (m.in. raka zapalnego – carcinoma inflammatorium)

### Pozapołogowe zapalenie sutka
Zapalenie piersi poza okresem połogu (mastitis nonpuerperalis) rozwija się zdecydowanie rzadziej. U kobiet występują 2 szczyty zachorowań: poniżej 30. rż. (około 60%) i między 50. a 60. rż.
U młodych kobiet (poniżej 30. rż.) z reguły występuje okołoprzewodowe zapalenie sutka. Głównym czynnikiem ryzyka jest palenie papierosów. Tego typu zapalenia wywołane są zakażeniem bakteryjnym wstępującym, tzn. rozpoczynającym się w okolicy otoczki. Choroba objawia się bolesnością piersi (u kobiet niezwiązaną z cyklem płciowym), wciąganiem brodawki, wyciekiem z brodawki, guzem zapalnym lub ropniem wyczuwalnym pod otoczką, a także przetoką ropną. W leczeniu stosuje się antybiotyki aktywne wobec bakterii tlenowych i beztlenowych.
Częstszą przyczyną niepołogowego zapalenia sutka są zapalne powikłania zmian mastopatycznych.
Do innych przyczyn należą:
- stany hiperprolaktynemii
- zaburzenia czynności tarczycy
- działania niepożądane leków przeciwnadciśnieniowych
- stosowanie przez kobiety implantów silikonowych
- piercing sutków
- urazy
- zakażenie gruczołów łojowych i potowych
- (rzadko) gruźlica, kiła, promienica

Niepołogowe zapalenia sutka wykazują skłonność do nawrotów. Stosuje się leczenie przyczynowe, leki przeciwzapalne oraz antybiotyki. Gdy zmiany nie wycofują się szybko w trakcie leczeniu wówczas należy wykonać badanie histopatologiczne (także u mężczyzn) w celu wykluczenia raka sutka, a w przypadku zapalenia brodawki sutkowej – wykluczenia raka Pageta.

### Noworodkowe zapalenie sutków
Zapalenie gruczołu sutkowego u noworodka (mastitis neonatorum) to zakażenie dotyczące gruczołów sutkowych obrzmiałych w wyniku działania hormonów matki podczas ciąży. Występuje rzadko, zwykle u noworodków donoszonych. Zdecydowanie częściej występuje u dziewczynek. U około 50% dzieci z noworodkowym zapaleniem sutków stwierdza się ropień sutka. W każdym przypadku zapalenia tego typu konieczne jest wczesne podanie antybiotyku pozajelitowo, celem uniknięcia zniszczenia tkanki gruczołu.

### Ropień Montgomery’ego
Jest to szczególna postać zapalenia sutka. Zmiany dotyczą jednego z gruczołów Mongomery'ego znajdujących się na brodawce sutkowej. Wokół gruczołu powstaje czyrak, który zwykle przechodzi w ropień. Leczenie polega na chirurgicznym nacięciu zmiany i antybiotykoterapii.

## Klasyfikacja ICD10
| kod ICD10     | nazwa choroby                                  |
| ------------- | ---------------------------------------------- |
| ICD-10: O91   | Zakażenia piersi związane z porodem            |
| ICD-10: O91.0 | Zakażenie brodawki sutkowej związane z porodem |
| ICD-10: O91.1 | Ropień piersi związany z porodem               |
| ICD-10: O91.2 | Nieropne zapalenie piersi związane z porodem   |